# Joakim Pirinen
Joakim Åke Wilhelm Pirinen, född 28 maj 1961 i Solna, är en svensk serieskapare, tecknare, illustratör och författare. 
Hans första seriealbum var 1983 års Välkommen till sandlådan. Genombrottet kom två år senare med figuren Socker-Conny i albumet med samma namn. Sedan dess har Pirinen successivt sökt uttrycka sig i mer abstrakta former.
Han har länge varit bidragsgivare till tidskriften Galago. Pirinens prosadebut kom 2001 med Den svenska apan. Han är även bildkonstnär och ställde bland annat ut på Moderna museet 1992. Pirinen är även verksam som dramatiker och har skrivit en pjästrilogi om Familjen Bra. På senare år har han även gjort spoken word-framträdanden med sina texter.
I albumet Den universella bristen på respekt ingår en tecknad självbiografi. Pirinen bor och verkar i Stockholm.

## Biografi
Joakim Pirinen växte upp på Lidingö. Fadern var tandläkare och modern studierektor. Fadern kom som krigsbarn till Sverige från Savolax vid finsk-ryska gränsen.
Pirinen har berättat att han läste mycket serier som barn. Titlar han nämnt inkluderar Kalle Anka & C:o, Seriemagasinet, X9, Serienytt och ”Comics – den stora serieboken”. Från sin morfar fick han tillgång till OA:s skämtteckningar och serier, vilka gjorde ett djupt intryck på honom. I tonåren fick han smak på importerade vuxenserier och underground, vilka kunde inhandlas på Hörnan, en bokhandel vid Stureplan. Här fastnade han bland annat för Freak Brothers. (”Zap förstod jag inget av.”) Senare tillkom bland annat Robert Crumb, Mark Beyer, Raw och Weirdo till den regelbundla läsningen. Även Krazy Kat var en stor favorit.
Tecknandet och målandet kom in tidigt i livet. (”Jag målade på spånskivor när jag var liten. Sedan fick jag ett staffli. Efter det har jag inte kunnat måla alls.”) Tecknandet var ingen yrkesambition i barndomen, snarare ett eget rum att gå in i, ett sätt att vara självständig. Konstnärer som Pirinen tidigt nämnde som inspirationskällor inkluderar Einar Nerman och Aubery Beardsley.
I tjugo–tjugofemårsåldern läste han gärna lyrik och dramatik som Lars Norén, Caesar Vallejo och Stig Larsson. Han var aldrig någon älskare av eskapistisk litteratur, deckare och liknande.
Som barn ville Pirinen bli läkare. Innan han inledde sin serietecknarkarriär på heltid arbetade han bland annat som långvårdsbiträde och brevbärare.

### Galago och Tago
Via en kamrat kom Pirinen sensommaren 1978 i kontakt med Rolf Classon, som också bodde på Lidingö och hade en musikförening där. Även Classon var intresserad av tecknade serier. Inspirerade av de amerikanska serietidningar som de inhandlade i bokhandeln Hörnan, drog Classon och Pirinen tillsammans med Olle Berg och Kerold Klang 1979 igång tidningen Galago. Efter ett års förberedelser kom det första numret ut 1980. Grundplåten till tidningen, 8 000 kronor, var pengar som de dragit in genom att sälja öl, mackor och anordna poesiuppläsningar. Det första numret av Galago spreds bland annat från Tehuset i Kungsträdgården. Succén lät vänta på sig. Grundplåten tog slut och det verkade inte kunna bli några mer nummer, men bland annat tack vare en positiv recension i Dagens Nyheter och stöd från Konstfackselelever, och till slut även Statens Kulturråd, kunde tidningen fortsätta ges ut av Föreningen Galago, sedermera Tago Förlag.
Tidningen och förlaget skulle under många år bli två av de huvudsakliga hemvisterna för Pirinens alster. Sedan 1984 är han tecknare (och allkonstnär) på heltid.

### Genombrottet
Pirinens serier publicerades även i tidningar som Kannibal, Mammut och fanzinet Skunk. 1984 kom en Skunk Special med enbart serier av Pirinen. Han medverkade också i Medusas antologi Elektriska Zerier från 1983. Tidigt lyftes han fram som ett av de lovande unga hoppen i dåtidens hippa tidningar som rocktidningen Schlager och Aftonbladets bilaga UNG.
Den egna albumdebuten skedde 1983 på Tago Förlag. Albumet Välkommen till sandlådan (jämför Magnus Ugglas musikalbum Välkommen till folkhemmet från samma år) rosades av en närmast enig kritikerkår och introducerade såväl de återkommande djurfigurerna (oftast nallar) De små rackarna i sandlådan som bärsärken Socker-Conny. Den sistnämnda skulle senare föräras ett eget seriealbum och innebära Pirinens stora genombrott som serieskapare.
Figurerna i sandlådan dök också upp i dagsstrippen Sandlådan, som fick inleda Dagens Nyheters satsning ”DN:s gästserie” 1 april–4 maj 1985.
Joakim Pirinen har hävdat att det statliga seriestödet från Statens Kulturråd har varit avgörande för hans konstnärliga och kommersiella utveckling och sade 1992 i en intervju i Svenska Dagbladet:
| ”                      | Det är otänkbart att 'Välkommen till Sandlådan' och 'Socker-Conny' skulle kommit till utan Kulturrådet, det där att bra saker kommer fram ändå, oavsett ekonomiskt stöd, är inte sant annat än i teorin. Kommersiella serieförlag är för fega för att stödja och upptäcka nya saker. | „ |
| – Joakim Pirinen, 1992 | |   |

### Socker-Conny
1985 gavs seriealbumet Socker-Conny ut på Tago Förlag. Här hade Pirinen utvecklat den figur som först dök upp i engångsserien ”Socker-Conny hälsar på” från albumet Välkommen till sandlådan, och gett honom huvudrollen i en albumslång historia. Socker-Conny är en barnslig, våldsam, brutal och till stora delar tragisk figur, en bärsärk som bryter mot de flesta tabun som finns i samhället med deviser som ”Med ett schysst järnrör slår man hela världen med häpnad!”
Albumet Socker-Conny blev en succé med vuxenseriemått mätt (sålde cirka 12 000 exemplar under det första året), och gick i bräschen för den nya svenska vuxenserievåg som kom i mitten av 80-talet. Många som inte läste vuxenserier visste åtminstone vem Socker-Conny var (något som i viss mån är sant ännu tjugo år senare). I Pirinens kölvatten slog en mängd andra svenska serieskapare igenom. Galago fick ett uppsving och Tago förlag fick en viss ekonomisk stabilitet.
Vid en PR-fest för förlaget övertalade den stockholmsbaserade teatergruppen Sputnik Pirinen att skriva en pjäs om figuren, vilket han gjorde på fyra dagar. Sputnik repeterade i ytterligare två veckor och spelade sedan 200 föreställningar av Socker-Conny med Bengt Rydén i titelrollen. Figuren blev 1988 även frontfigur (”statsöverhuvud”) i det nystartade skämtpartiet Galagopartiet De Glada.
Socker-Conny dök upp i ytterligare ett fåtal korta serieepisoder, men till slut blev Pirinen trött på sin skapelse och tog livet av honom i en fingerad intervju i Galago nr 3/1989. Han har därefter återupplivats i enstaka mindre framträdanden.

### Slutet av 1980-talet
Nästa album var Gas, som 1987 gavs ut av Tago. Titelserien är en kriminalhistoria i den absurdistiska traditionen, med ytterligare en nalle i huvudrollen, Kommissarie Likanen (enligt Pirinen själv baserad på hans far). Albumet innehöll även andra serier, bland annat den klassiska och likaledes absurda ”Vägspärren”.
En av Pirinens mest kända skapelser från den här tiden är annars den neurotiska nallen Beppo, som debuterade i Galago. Figuren är troligen en gestaltning av Pirinens egen blyghet och osäkra sidor. Beppo är typen som lämnar tillbaka ett paraply som han ärligen köpt eftersom han inte kan hitta kvittot, och som får panik över vad grannarna ska tro när han låter rullgardinen vara nerdragen till mitt på dagen. Beppo har sedermera dykt upp i flera av Pirinens seriealbum.
Pirinen testade även att skriva manus till kortfilmer som En film om en sten och Dagen bräcks. Den sistnämnda handlar om en av Sandlådans rackare och ligger till grund för serien ”Ny dag” som senare publicerades i Galago. Det blev också fler scenverk efter teaterversionen av Socker-Conny. Mest känd är Familjen Bra som sattes upp av Sputnik 1986. Familjen Bra är förmodligen det enda drama i teaterhistorien som helt saknar konfliktsituation; alla potentiella problem som den lyckliga familjen stöter på omvandlas utan bekymmer till något positivt.
1989 kom samlingsboken Kvarteret Kniven som samlar merparten av Pirinens dittillsvarande produktion (dock ej albumet Socker-Conny). Kvarteret Kniven är namnet på det kvarter på Södermalm i Stockholm där Galago/Tago tidigare hade sin hemvist.

### 1990-talet
I början av 1990-talet hade Tago Förlag skulder på drygt en miljon. Rolf Classon och Joakim Pirinen hade tagit privata banklån för att utgivningen skulle kunna fortsätta, men det blev ohållbart. Ekonomin var körd i botten och för att rädda verksamheten sökte man ett större förlag som kunde tillföra pengar och resurser; först blev det Atlantic och därefter Ordfront. Pirinen blev dock hela tiden, i varierande utsträckning, kvar i tidningen. Under en period i början av 1990-talet kan man också skönja en lättsammare sida hos honom – de absurdistiska och surrealistiska alstren får då alltmer sällskap av lättsammare alster kring ordvitsar och slapstick, liksom med mer traditionella skämtteckningar.
Nya figurer dök också upp vid den här tiden: nallarna Pim & Pum som får vara med om allehanda surrealistiska händelser, och en vuxenversion av en av de små Rackarna i Sandlådan som återkommer i flera alster.
Fem samlingsböcker med Pirinens alster gavs ut under 1990-talet. Familjen Bra och andra relationer (Tago 1993) samlar några av hans scenverk. Den sjunde björnen (Tago 1995) är en bok med udda enrutiga illustrationer som, likt skämtteckningar, försetts med texter för att ge dem en extra betydelse (en bild med tre kranieliknande fyrkanter får exempelvis texten ”Tre gamla tepåsar”). Stora boken om Socker-Conny (1998) samlar alla serier, texter och illustrationer med Socker-Conny. Seriealbumen Split Vision (Tago/Atlantic 1995) och Den universella bristen på respekt (Galago/Ordfront 1999) samlar serier som publicerats tidigare (främst i Galago) samt några nytecknade sidor.
Den universella bristen på respekt innehåller, förutom serier med Beppo, Pim & Pum, vuxna rackare och Socker-Connys storebror Gull-Ivar, även alster av mer självbiografisk karaktär, något som var en stark strömning i den svenska serievärlden under den här perioden. Pirinen har dock uttryckt en viss skepsis mot sina kollegors fokusering vid vardagsrealism, och gjorde även självbiografiska serier på sitt eget sätt.

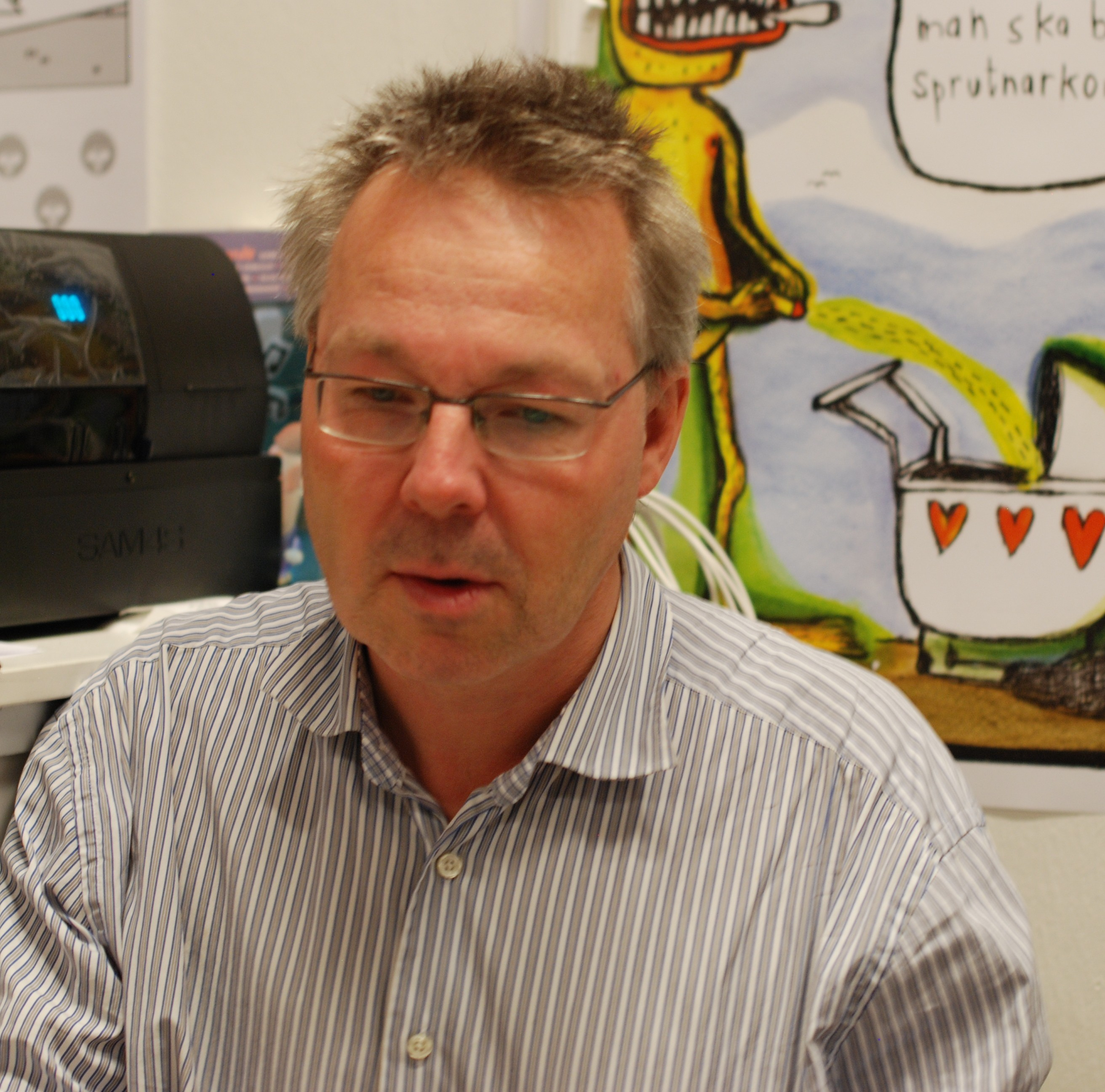
Joakim Pirinen på Bokmässan i Göteborg 2010.

### 2000-talet
2001 gjorde Pirinen sin prosadebut med textsamlingen Den svenska apan. Även här skrev han i en absurdistisk tradition, med noveller och andra texter som blandar det surrealistiska med det meningslösa, skrivna på ett språk som samtidigt är både lågmält och ordekvilibristiskt. En annan uppmärksammad prosainsats är science fiction-novellen ”Boliden Wonhyo”, publicerad i antologin Onsdagslegender, utgiven 2005 av onsdag förlag.
I serieväg har Pirinen fortsatt att arbeta i Galago, men även i tidningen Kapten Stofil, med både nya och repriserade sidor. Nya återkommande figurer inkluderar bland annat Döda paret, som figurerar i en svit svartsynta scener ur ett äktenskap.
Rolf Classon lämnade 2004 Galago för att satsa på sitt förlag Kartago och i samma veva försvann även flera av de ”gamla” kreatörerna från Galago. Pirinen gick vidare till Norstedts som 2004 gav ut hans album Ingens bästa vän. Han återvände dock till Galago i slutet av 2006 och tillhör fortfarande den grupp kreatörer som regelbundet publiceras där. I slutet av 2008 gav Ordfront Galago ut albumet Döda Paret och deras ”vänner”.

## Stil och innehåll
Under sin nu 40-åriga serieskaparkarriär har Pirinen gått igenom ett flertal olika faser och prövat olika stilar. Han har arbetat med förhållandevis traditionell humor och ordvitsar, politisk satir, melankolisk, svart humor och självbiografi, såväl som alster inspirerade av modernism, dadaism och kubism. En drömlik, surrealistisk dimension finns närvarande i merparten av hans verk. Han har alltid blandat rakare berättelser med mer abstrakta alster, men de senare tycks ha fått ökad representation under senare år.
Vid tiden för sitt genombrott använde Pirinen företrädesvis en teckningsstil där former och skepnader framhävdes med många små linjer och skrafferingar i form av streck och prickar. Under åren har han övergått till en allt grövre stil (dock hela tiden med variationer).
Text- och manusmässigt arbetar han ofta i en absurdistisk tradition. I berättelserna finns inte sällan temata såsom livets absurda meningslöshet och ”den lilla människan i den stora världen”. Man kan ofta hitta en melankoli och en svartsynthet i Pirinens serier, däremot sällan en fullständig hopplöshet.
Liksom hos absurdisterna finns ofta en lek med språket närvarande. Pirinen hittar på egna ord, vrider och vänder på meningar, grammatik och syntax. Ibland övergår det till rena ordvitsar, andra gånger skapar han närmast ett eget språk.
Pirinen har beskrivit sig själv som ett stadsbarn i själ och hjärta. Han har ända sedan ung ålder varit intresserad av arkitektur, stadsplanering och design, något som märks i flera av hans serier.

### Seriealbum
- 1983 – Välkommen till sandlådan
- 1985 – Socker-Conny
- 1987 – Gas
- 1989 – Kvarteret Kniven
- 1992 – Den sjunde björnen (teckningar)
- 1995 – Split vision
- 1998 – Stora boken om Socker-Conny
- 1999 – Den universella bristen på respekt
- 2004 – Ingens bästa vän
- 2008 – Döda paret och deras ”vänner”
- 2009 – Kvarteret Kolossen
- 2011 – Jävla Svin
- 2014 – Kommissarie Kvadrat
- 2016 – Att misslyckas som människa
- 2019 – Socker-Conny (Nyutgåva)
- 2021 – Hundratvå år av ensamhet
- 2023 - Allvar på riktigt

### Prosa
- 1993 – Familjen Bra och andra relationer
- 2001 – Den svenska apan
- 2005 – ”Boliden Wonhyo”, novell i antologin Onsdagslegender
- 2011 – Hundra noveller
- 2013 –  Den röda drömmen, novellsamling
- 2018 – Anspråkslösa Förslag
- 2022 — Familjen Död

### Illustrerade böcker
- 1992 – Den sjunde björnen
- 2012 – 333 pärlplattor av Joakim Pirinen
- 2016 – Född ur ett svart ägg

### Medverkan i serie- och textböcker
- 1983 – Mammut nr 5
- 1983 – Elektriska Zerier
- 1986 – DN-Serien
- 1986 – SERIER!
- 1986 – ”Den tecknade seriens grafiska dräkt” i Boken om Serier, Hammarström & Åberg (text om serier)
- 1986 – Serieboken
- 1997 – Gare du Nord
- 2005 – Onsdagslegender
- 2008/2010 – From the Shadow of the Northern Lights vol 1, 2008 och 2, 2010
- 2012 – Kolor Klimax
- 2017 – Om Döden

### Medverkan i tidningar
Pirinen har regelbundet medverkat i tidningar som Aftonbladet, Galago, Kannibal, Ordfront och Kapten Stofil. Hans serier har även publicerats i Svenska Serier, Dagens Nyheter, Mammut, Comet, KRUT och Larson!.

### Medverkan ifanzin
- Non Bob
- Skunk[förtydliga]
- Skunk Special
- Fåtskliaben, nr 2

## Teater, film med mera

### Dramatik
- 1985 – Socker-Conny
- 1986 – Familjen Bra

### Film
- 1984 – Ett rum (manus)
- 1985 – En film om en sten (manus)
- 1985 – Dagen bräcks (manus)

### Hörspel
- 2005 – Joakim Pirinen & Mikael Strömberg: Afrika
- 2006 – Joakim Pirinen & Mikael Strömberg: Fåglarnas underbara liv[8]
- 2008 – Joakim Pirinen & Mikael Strömberg: Skönhetsmord
- 2017 – Joakim Pirinen & Mikael Strömberg: Gonki

## Utställningar
- 1986 – Utställning i Malmö Konsthall
- 1992 – Separatutställning på Moderna museet
- 2005 – Utställning av serieoriginal på Seriegalleriet 2 apr–4 maj
- 2012 – Utställningen ”333 Pärlplattor” på Nordin Gallery i Stockholm

- Pirinen finns representerad vid bland annat Moderna museet[9] i Stockholm och Göteborgs konstmuseum[10]

## Återkommande figurer och serier
- De små rackarna i sandlådan
- Beppo
- Socker-Conny
- Pim & Pum
- Döda paret

## Utmärkelser och nomineringar
- 1986 – Svenska Serieakademins pris Adamsonstatyetten
- 1987 – Seriefrämjandets pris Urhunden[11]
- 1995 – Axel Liffner-stipendiet
- 2001 – Stockholms Stads Stora pris
- 2005 – Bildkonstnärsfondens stora stipendium
- 2006 – Humanistiska föreningens Ugglepris
- 2009 – Seriefrämjandets pris Urhunden
- 2009 – Nominerad till Dagens Nyheters kulturpris.
- 2013 – Knut V. Pettersson-stipendiet

## Övrigt serierelaterat
Joakim Pirinen har tidigare varit ledamot i Svenska Serieakademin.